# Evolutionaire taalwetenschap
Evolutionaire taalwetenschap is de studie van het ontstaan en ontwikkeling van taal en omvat onder andere de glottogonie, de glottochronologie en de theorie van het Proto-World. Bij gebrek aan empirische gegevens in de vorm van gesproken taal werd er gedurende een eeuw vrijwel geen aandacht aan dit onderwerp besteed, maar met de grote vorderingen die eerst waren gemaakt in de psycholinguïstiek, neurolinguïstiek, evolutionaire antropologie en cognitieve wetenschap, nam eind jaren 80 ook de belangstelling voor de evolutionaire taalwetenschap weer toe.

## Geschiedenis
Een allereerste aanzet tot wat later de evolutionaire taalwetenschap zou worden werd aan het eind van de 18e eeuw gemaakt door James Burnett met zijn werk The Origin and Progress of Man and Language. Men laat de evolutionaire taalwetenschap echt beginnen in de 19e eeuw met de Stammbaumtheorie van August Schleicher. Hierin werd de historische ontwikkeling van taal en verschillende taalfamilies voor het eerst vergeleken met de evolutie van levende wezens. In de zevende aflevering van Science publiceerde Joseph Jastrow een verklarende theorie met betrekking tot glottogonie en taalevolutie.
De Stammbaumtheorie bleek met name erg bruikbaar in de vergelijkende taalwetenschap, maar het ontbreken van authentieke bronnen ("fossielen") werd er niet mee opgelost. In 1886 verbood de Société de Linguistique de Paris nieuwe publicaties op het gebied van de evolutionaire taalwetenschap. Pas in 1988 kwam het onderwerp weer ter sprake in de Linguistic Biography, waarna taalkundigen als Frits Kortlandt zich ermee bezig gingen houden. In 1996 werd er een hele conferentie aan besteed. Sinds 2001 publiceert de Oxford University Press de serie Studies in the Evolution of Language.

## Actueel
Belangrijk onderzoek wordt momenteel verricht door professor Luc Steels. Hij en zijn team beschouwen taal als een complex systeem en meer in het bijzonder als een complex adaptief systeem. Zo'n systeem  ageert met uitwendige agentia en is daardoor voortdurend aan verandering onderhevig. Het onderzoek is uitgewerkt in de Fluid Construction Grammar, een systeem dat speciaal is ontworpen voor het beschrijven van de oorsprong en ontwikkeling van taal.
Sommige andere taalkundigen zoals John McWhorter nemen creooltalen en pidgintalen als voornaamste uitgangspunt voor de zoektocht naar het ontstaan van taal. Voor het beschrijven van alleen de historische taalontwikkeling beroept men zich op bepaalde taaluniversalia zoals de mogelijkheid tot substantivering en op de hypothese van de universele grammatica.